# 나카지마 유토
나카지마 유토(中島 裕翔, 1993년 8월 10일 ~ )는 일본의 가수, 배우, 모델이며, 남성 아이돌 그룹 Hey! Say! JUMP의 멤버이다. 신장은 180cm, 혈액형은 A형이다.
일본 도쿄도 마치다시 출신, STARTO ENTERTAINMENT 소속.

## 내력
2007년 4월에 기간 한정 유닛 Hey! Say! 7이 결성되어, 8월 1일에 〈Hey! Say!〉로 CD 데뷔. 9월 24일부터는 Hey! Say! JUMP의 멤버로서 활동을 시작해, 11월 14일에 〈Ultra Music Power〉로 CD 데뷔.
2012년 2월 17일, 호리코시 고등학교를 졸업. 6월 7일, 잡지 《FINEBOYS》의 레귤러 모델에 기용되는 것이 밝혀진다. 8월호부터 모델로서 등장. 10월 4일, 〈베스트 지니스트 2012〉 4위에 랭크 인.
2013년 10월 1일, 〈베스트 지니스트 2013〉 4위에 랭크 인.
2014년 7월, 드라마 《수구 양키스》로 연속 드라마 단독 첫 주연. 10월 9일, 〈베스트 지니스트 2014〉 3위에 랭크 인.
2015년 10월 5일, 〈베스트 지니스트 2015〉 2위에 랭크 인.
2016년 7월, 드라마 《HOPE~기대 제로의 신입 사원~》으로 골든 연속 드라마 첫 단독 주연.
2016년 1월 9일 영화 《핑크와 그레이》에서 시라키 렌고 역으로 영화 첫 단독 주연.
2019년 4월, 연극 《WILD》으로 연극무대 첫 단독 주연.

## 수상
- 2017년 제34회 베스트 지니스트 일반 선출 부문 남성 1위
- 2018년 제35회 베스트 지니스트 일반 선출 부문 남성 1위[2]
- 2019년 제36회 베스트 지니스트 일반 선출 부문 남성 1위[3](전당입성)

## 출연

### 드라마
- 엔진 (2005년 4월 ~ 6월, 후지 TV) - 쿠사마 슈헤이 역
- 24시간 TV 스페셜 드라마 (닛폰 TV)
  - 작은 운전수 최후의 꿈 (2005년 8월 27일) - 니시다 토모히사(9~16세 시절) 역
- 노부타 프로듀스 (2005년 10월 ~ 12월, 닛폰 TV) - 키리타니 코지 역
- 프리 마담 (2006년 4월 ~ 6월, 닛폰 TV) - 쿠라하시 하루오 역
- 선생님은 대단햇! (2008년 4월 12일, 닛폰 TV) - 주연·마츠키 소타 역
- 스크랩 티처~교사 재생~ (2008년 10월 ~ 12월, 닛폰 TV) - 주연·쿠사카 슈자부로 역
- 이상의 아들 (2012년 1월 ~ 3월, 닛폰 TV) - 코바야시 코지 역
- 쉐어하우스의 연인 (2013년 1월 ~ 3월, 닛폰 TV) - 츠야마 나기 역
- 한자와 나오키 제1화~제5화 (2013년 7월 ~ 8월, 도쿄 방송 홀딩스|TBS) - 나카니시 에이지 역
- 도쿄 밴드왜건~도시 대가족 이야기 제2·8화 (2013년 10월 19일·11월 30일, 닛폰 TV) - 마스타니 유타 역
- 약해도 이길 수 있습니다~아오시 선생님과 풋내기 고교 야구 선수의 야망~ (2014년 4월 ~ 6월, 닛폰 TV) - 시라오 츠요시 역
- 수구 양키스 (2014년 7월 12일 ~ 9월 20일, 후지 TV) - 주연·이나바 나오야 역
- 데이트~사랑이란 어떤 것일까~ (후지 TV) - 와시오 유타카 역
  - 데이트~사랑이란 어떤 것일까~ (2015년 1월 ~ 3월)
  - 데이트~사랑이란 어떤 것일까~2015 여름 비탕 (2015년 9월 28일)
- 신춘시대극『노부나가 타오르다』(2016년 1월 2일, TV 도쿄) -모리 나리토시|모리 란마루 역
- 형사 발레리노 (2016년 1월 9일, 닛폰 TV) - 주연·우스지마 쿠루미 역
- HOPE~기대 제로의 신입 사원~ (2016년 7월 ~ 9월, 후지 TV) - 주연·이치노세 아유무 역
- 어머니가 된다（2017년4월12일 - 6월14일, NTV) - 키노 슈헤이 역
- 99.9 - 형사전문변호사- SEASON II 제9화（2018년 3월 18일, TBS) - 쿠제 료헤이 역
- SUITS/슈츠（후지TV) - 스즈키 다이키 역
  - SUITS/슈츠 (2018년 10월 8일 ~ 12월 17일)
  - SUITS/슈츠2 (2020년 4월 13일 ~ 4월 20일, 7월 27일 ~ 10월 19일)
- 나는 어디에서 (2020년 1월 9일 ~ 3월 19일, TV도쿄) - 주연·타케우치 카오루 역
- 시즈카짱과 아빠 (2022년 3월 13일 ~ 5월 1일, NHK BS프리미엄) - 미치나가 케이치 역
  - 시즈카짱과 아빠 (2025년 7월 25일 ~ 예정, NHK 종합) - 미치나가 케이치 역
- 순애 디서넌스 (2022년 7월 14 ~ 9월 22일, 후지TV) - 주연·닛타 마사키 역
- 오오쿠『8대 도쿠가와 요시무네 × 미즈노 유노신 편』(2023년 1월 10일 ~ 3월 14일, NHK 종합) - 미즈노 유노신 역
- 비밀~THE TOP SECRET~ (2025년 1월 20일 ~ 4월 7일, 칸사이 TV, 후지 TV) - 주연·아오키 잇코 역/스즈키 카츠히로 역
- 골드 선셋 (2025년 2월 23일~ 3월 30일, WOWOW) - 타케노우치 슌스케 역

### 영화
- 핑크와 그레이 (2016년 1월 9일, 아스믹 에이스) - 주연·시라키 렌고 역
- 우리의 밥은 내일 기다리고 있어 (2017년 1월 7일, 아스믹 에이스) - 주연·하야마 료타 역
- #맨홀 (2023년 2월 10일, 가가) - 주연·가와무라 슌스케 역
- 366일 (2025년 1월 10일, 쇼치쿠) - 카요다 류세이 역

### 버라이어티
- YOU들! (2006년 10월 8일 ~ 2007년 9월 30일, 닛폰 TV)
- 백식~백으로 아는 하나의 지식~ (2006년 10월 ~ 2008년 3월, 후지 TV) ※준레귤러
- 폭소 100분 TV! 헤이세이 패밀리즈 (2007년 10월 7일 ~ 2008년 3월 30일, 닛폰 TV) - 장남·헤이세이 유토 역
- 시공간☆세대 배틀 쇼와×헤이세이 (2008년 4월 6일 ~ 2009년 3월 29일, 닛폰 TV)

### 기타 방송
- 마루고토 STAR WARS (2015년 5월 4일, NHK종합) - 네비게이터
- 마루고토 STAR WARS~드디어 완결 스페셜~ (2020년 1월 10일, NHK종합) - 네비게이터

### 웹드라마
- 순애 디서넌스 전조~공백의 5년간~ (2022년 8월 18일, TVer) - 주연·닛타 마사키 역

### 무대
- Endless SHOCK 2005 (2005년)
- DREAM BOYS (2006년 1월 3일 ~ 29일, 제국 극장)
- 타키자와 연무성 (2006년 3월 7일 ~ 4월 25일, 신바시 연무장)
- One! -the history of Tackey- (2006년 9월 5일 ~ 28일, 닛세이 극장)
- 타키자와 연무성 2007 (2007년 7월 3일 ~ 29일, 신바시 연무장)
- Johnny's World (2012년, 제국 극장)
- WILD (2019년 4월 28일 ~ 5월 25일, 도쿄 글로브좌/ 6월 2일 ~ 5일. 시어터 드라마시티) - 주연·앤드류 역
- DISCOVER WORLD THEATRE vol.11『웬디&피터팬』 (2021년 8월 13일 ~ 9월 5일, Bunkamura오챠드홀) - 주연·피터팬 역
- 수염이여, 안녕 (2023년 9월 9일 ~ 9월 30일, 파르코극장/ 10월 4일 ~ 10월 9일, COOL JAPAN PARK OSAKA WW홀) - 주연·요고로자 역
- 모두 새가 되어 (2025년 6월 28일 ~ 7월 21일, 세타가야 퍼블릭 씨어터/ 7월 25일 ~ 7월 27일, 효고현립 예술문화센터 한큐나카홀/ 8월 1일 ~ 8월 3일, 도카이시예술극장 대홀/ 8월 8일 ~ 8월 10일, 오카야마 예술 창조 극장 할레노와 대극장/ 8월 15일 ~ 8월 17일, J:COM 기타큐슈 예술극장 대홀) - 주연·에이탄 역

### 이벤트
- 「스타워즈 셀레브레이션 재팬 2025」 개최 기념 전야제 스타워즈 축제 (2025년 4월 17일, 도요스나 공원)

### CM
- Benesse  「진학제미중학준비강좌」 (2005년)
- 일본생명보험상호회사 「미래의 모습 20's」 (2014년)
- AOKI 「신입사원 응원 스포츠웨어」 (2015년)
- Persol 템프스탭 (2019년 7월 ~ )
  - 「신경쓰여」「역시！」(2019년7월)
  - 「사무의 보람」「파견으로 충실한 라이프」(2020년2월)
  - 「핑크색실」「감사」(2021년3월)
  - 「일하는 방식、여러가지。」(2021년10월)
  - 「일하는 방식、여러가지。」댄스・밴드・응원단 편(2022년10월)
  - 「만족도 No.1」 구직・직장 고민 편」(2025년 1월)
- 왕좌 「MISCH MASCH」 (2021년 6월 ~ )
- 닛픈 「오 마이 프리미엄」 (2021년 10월 ~ )
- 닛픈 「욕심쟁이」시리즈 (2022년 10월 ~ )

### 뮤직 비디오
- TOKIO 〈자신을 위해서〉 (2004년, 유니버설 뮤직)
- 슈지와 아키라 〈청춘 아미고〉 (2005년, 쟈니즈 엔터테인먼트)

## 서적

### 잡지
- FINEBOYS (2012년 8월 ~ 2017년 3월) - 레귤러 모델
- MEN'S NON-NO (2017년 6월 ~ ) - 레귤러 모델

### 잡지연재
- Duet 「Vrai Visage de JUMP」（2013년 7월- 2022年12月、집영사）

### WEB연재
- GAROU（2024년 8월 10일- 、MEN'S NON-NO WEB）

### 사진집
- 나카지마 유토 1st 사진집 「Hue I am」 （2025년 8월 6일、집영사）

## 작품

### 작사
- Dash!! - Hey! Say! JUMP

### 솔로곡
- D.N.A (2006년)
- 麗しのBad Girl / 아름다운 Bad Girl (2007년)
- Waiting for the rain

### 듀엣곡
- You&You (2009년) - 치넨 유리와의 듀엣